# 鶴甲
鶴甲（つるかぶと）は、兵庫県神戸市灘区の町名。
令和2年国勢調査（2020年10月1日）での世帯数2,344、人口5,254、うち男性2,314人、女性2,940人。郵便番号は、657-0011。

## 地理
東は石屋川を隔て高羽、南東は一王山町、西南は六甲台町、西は都賀川の支流六甲川を隔て南から順に篠原台、大月台、北東は水車新田、北は六甲山町。一～五丁目がある。

### 地価
住宅地の地価は、2014年（平成26年）1月1日の公示地価によれば、鶴甲4-12-25の地点で16万1000円/m2となっている。

## 歴史
1968年（昭和43年）11月、高羽字奥ノ滝・西山と八幡字中新田と水車新田字宮坂にかけて宅地造成されて誕生した。

### 地名の由来
『神戸の町名 改訂版』ではこれを佳名であるとしているが、『灘区の町名』では鶴甲山を拓いて造成したからだとしている。
鶴甲山は元々標高327mあり、高羽線の暗渠に設けた地下ベルトコンベヤーで神戸東部第一工区（灘浜東町）・第二工区（御影浜町・住吉浜町）へと土砂が直接運ばれた。